# Біргіт Кошішек
Біргіт Кошішек (нім. Birgit Koschischek, 22 травня 1987) — австрійська плавчиня.
Учасниця Олімпійських Ігор 2008, 2012, 2016 років.